# Alexis Ren
Alexis René Glabach, dite Alexis Ren, née le 23 novembre 1996, est un modèle américain et une célébrité sur internet. Elle a été Maxim's cover girl pour le mois d'août 2017 et Maxim's cover girl pour le mois de mars 2018,. Elle possède 18 millions d'abonnés sur Instagram et 1,6 million d'abonnés sur Twitter. 

## Enfance
Avant de devenir mannequin, elle a fait de la danse classique pendant 10 ans. Elle prenait des cours à la maison à cause de sa carrière et était la troisième d'une famille de cinq frères et sœurs.[réf. nécessaire] Elle a grandi à Santa Monica.

## Carrière
- A 13 ans elle est repérée par la boutique Brandy Melville pour devenir une de leurs modèles.
- Son succès a explosé à l'âge de 15 ans, où elle a posté une photo d'elle en noir et blanc vêtu d'un simple bikini (prise par le photographe Lucas Passmore) sur les réseaux sociaux et a obtenu des millions d'abonnés à la suite de cela.

- Elle est apparue dans le clip des paroles de "Paris" du groupe The Chainsmokers en janvier 2017. Plus tard la même année, elle est apparue dans une série de publicités pour le jeu mobile, Final Fantasy XV: Un Nouvel Empire[7],[8].

- Elle a lancé une activewear ligne appelé Ren Active[9].

- Alexis a été nommée  Sports Illustrated Swimsuit 2018 Recrue.

- En septembre 2018, elle participe à la 27e saison de Dancing with the Stars
- A l'heure actuelle, Alexis dit refuser plus d'offres qu'elle n'en accepte pour sa carrière de mannequinat

## Vie personnelle
Elle a déménagé au Japon pendant 3 mois à l'âge de 14 ans pour un travail de mannequinat. 
Sa mère, une nutritionniste, est décédée en 2013 d'un cancer du sein quand Alexis avait 17 ans. À la suite de cela, Ren a développé un trouble de l'alimentation, en disant qu'elle était dans "un état toxique de l'esprit". 
Elle a supprimé la viande rouge, le sucre (à part pour les fruits), l'alcool, le pain, les pâtes et les fast-foods de son alimentation et dit faire 1h30 de sport tous les matins puis du yoga dans le but d'entretenir son corps. 
Elle a fait de la chirurgie esthétique à sa poitrine en 2017 et a reçu beaucoup de retours négatifs à propos de ça sur les réseaux sociaux.
Elle a eu une histoire d'amour très médiatisée avec le mannequin Jay Alvarrez en 2016 puis a rompu en février 2017. Cette relation lui a apporté beaucoup de visibilité grâce aux vidéos que celui-ci poste sur YouTube. Ces vidéos font partie des vidéos de voyage les plus populaires sur YouTube. 
Elle a par la suite eu une brève aventure avec son partenaire de danse avec les stars en 2018, Alan Bersten. En janvier 2020 elle est en couple avec l'acteur Noah Centineo avant qu’ils ne se séparent quelques mois plus tard en avril 2020.

## Référence
- (en) Cet article est partiellement ou en totalité issu de l’article de Wikipédia en anglais intitulé « Alexis Ren » (voir la liste des auteurs).

1. ↑  (en) Suzannah Weiss, « Alexis Ren Lands Her First Magazine Cover », Teen Vogue,‎ 9 juillet 2017 (lire en ligne, consulté le 17 juillet 2017).
2. ↑  (en-US) « Maxim Cover Girl Alexis Ren Sizzles in Brand New Bikini Beach Videos », Maxim,‎ 11 juillet 2017 (lire en ligne).
3. ↑  « Alexis Ren is officially a Sports Illustrated Swimsuit model! » (consulté le 28 décembre 2017).
4. ↑  « Alexis Ren Just Landed Her First Big Magazine Cover », Cosmopolitan.com, 8 juillet 2017 (consulté le 7 janvier 2018).
5. ↑  (en-US) Stephanie Nolasco, « Alexis Ren opens up about her eating disorder: 'I overworked myself' », Fox News,‎ 7 juillet 2017 (lire en ligne, consulté le 17 juillet 2017).
6. ↑  (en-US) « Alexis Ren is Maxim's August Cover Girl », Maxim,‎ 7 juillet 2017 (lire en ligne, consulté le 17 juillet 2017).
7. ↑  Craig Chapple, « MZ recruits influencer and model Alexis Ren as the face of Final Fantasy XV: A New Empire ad campaign », pocketgamer.biz,‎ 25 août 2017 (lire en ligne, consulté le 2 septembre 2017).
8. ↑  (en-US) Brandon Friederich, « Alexis Ren Joins Kate Upton As Latest Super Hottie to Promote Mobile Video Game », Maxim,‎ 28 août 2017 (lire en ligne, consulté le 2 septembre 2017).
9. ↑  (en-US) « Alexis Ren is Launching Her Own Activewear Line | Sidewalk Hustle », Sidewalk Hustle,‎ 19 mai 2017 (lire en ligne, consulté le 17 juillet 2017).
10. ↑  (en-GB) Natalie Keegan, « Model Alexis Ren confesses that she would over-exercise 'as punishment' », The Sun,‎ 8 juillet 2017 (lire en ligne, consulté le 17 juillet 2017).
11. ↑  « Page web people », 2019